# Klubowe Mistrzostwa Świata w Piłce Nożnej 2010
Klubowy Puchar Świata 2010 – turniej piłkarski, który odbywał się w dniach 8–18 grudnia 2010 roku w Zjednoczonych Emiratach Arabskich. Była to szósta edycja tego turnieju. Tryumfował po raz pierwszy w historii Inter Mediolan.

## Zespoły zakwalifikowane
| Zespół                | Strefa   | Kwalifikacje                             |
| --------------------- | -------- | ---------------------------------------- |
| Gra w półfinale       |          |                                          |
| SC Internacional      | CONMEBOL | Zwycięzca Copa Libertadores 2010         |
| Inter Mediolan        | UEFA     | Zwycięzca Ligi Mistrzów UEFA 2009/10     |
| Gra w ćwierćfinale    |          |                                          |
| Pachuca               | CONCACAF | Zwycięzca Ligi Mistrzów CONCACAF 2009/10 |
| Seongnam Ilhwa Chunma | AFC      | Zwycięzca Ligi Mistrzów AFC 2010         |
| TP Mazembe            | CAF      | Zwycięzca Ligi Mistrzów CAF 2010         |
| Gra w kwalifikacjach  |          |                                          |
| PRK Hekari United     | OFC      | Zwycięzca Ligi Mistrzów OFC 2009/10      |
| Al-Wahda FC           | AFC*     | Gospodarz turnieju                       |

## Stadiony
Klubowy Puchar Świata 2010 odbywa się na 2 stadionach.
| Miasto   | Stadion                    | Pojemność |
| -------- | -------------------------- | --------- |
| Abu Zabi | Mohammed Bin Zayed Stadium | 42.056    |
| Abu Zabi | Sheikh Zayed Stadium       | 49.500    |

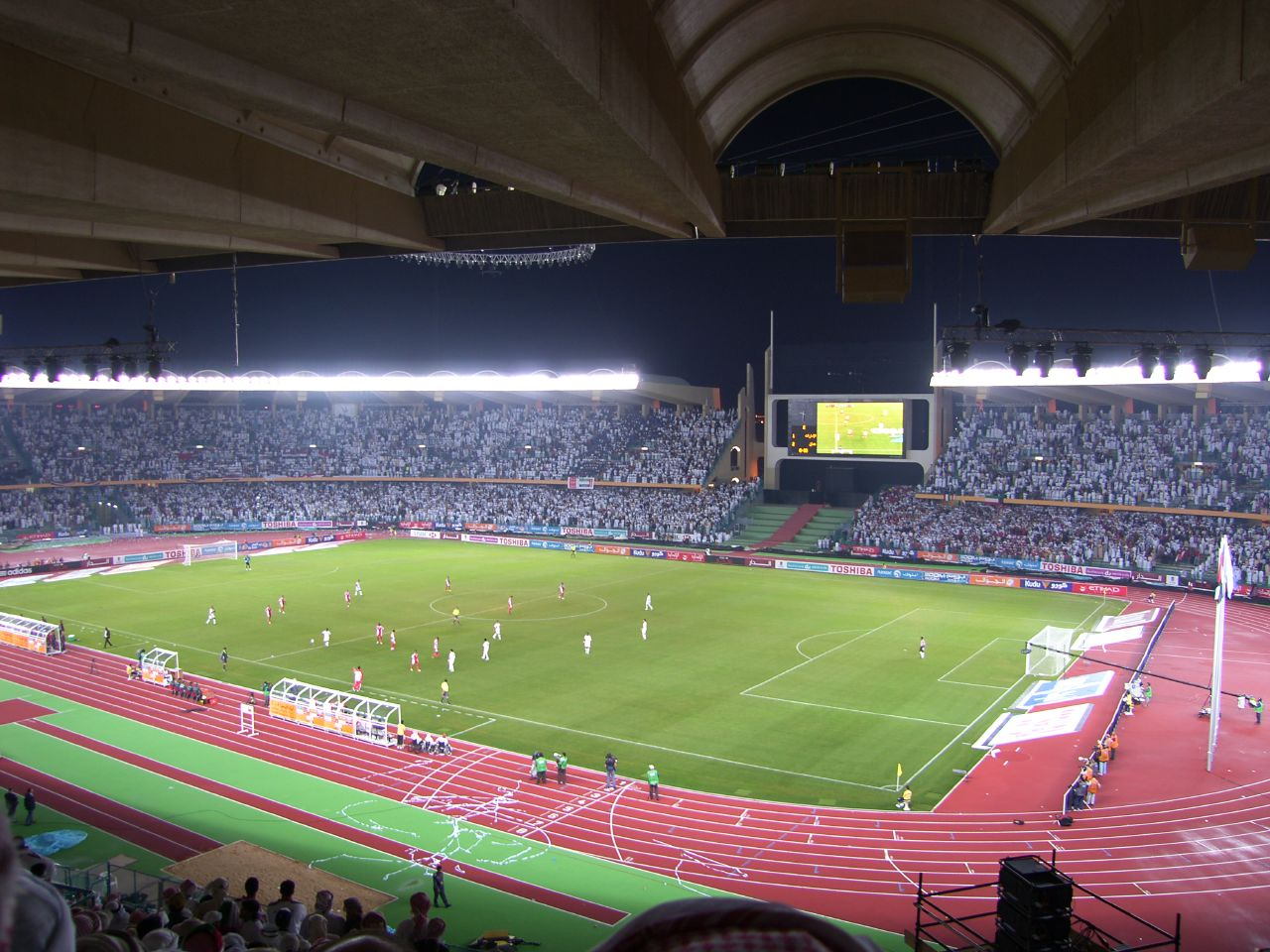
Sheikh Zayed Stadium

## Mecze

### Drabinka
|  |                       |                       |                       |                       |                |              |                       |                       |           |           |                       |                       |       |       |
|  | Play-off              | Play-off              |                       |                       | Ćwierćfinały   | Ćwierćfinały |                       |                       | Półfinały | Półfinały |                       |                       | Finał | Finał |
|  | Play-off              | Play-off              |                       |                       | Ćwierćfinały   | Ćwierćfinały |                       |                       | Półfinały | Półfinały |                       |                       | Finał | Finał |
|  |                       |                       | 10 grudnia – Abu Zabi |                       |                |              |                       |                       |           |           |                       |                       |       |       |
|  |                       |                       |                       |                       |                |              |                       |                       |           |           |                       |                       |       |       |
|  | TP Mazembe            | 1                     | 14 grudnia – Abu Zabi | 14 grudnia – Abu Zabi |                |              |                       |                       |           |           |                       |                       |       |       |
|  | TP Mazembe            | 1                     | 14 grudnia – Abu Zabi | 14 grudnia – Abu Zabi |                |              |                       |                       |           |           |                       |                       |       |       |
|  | CF Pachuca            | 0                     |                       |                       | TP Mazembe     | 2            |                       |                       |           |           |                       |                       |       |       |
|  | CF Pachuca            | 0                     |                       |                       | TP Mazembe     | 2            |                       |                       |           |           |                       |                       |       |       |
|  | 8 grudnia – Abu Zabi  | 8 grudnia – Abu Zabi  |                       |                       |                |              | SC Internacional      | 0                     |           |           | 18 grudnia – Abu Zabi | 18 grudnia – Abu Zabi |       |       |
|  | 8 grudnia – Abu Zabi  | 8 grudnia – Abu Zabi  |                       |                       |                |              | SC Internacional      | 0                     |           |           | 18 grudnia – Abu Zabi | 18 grudnia – Abu Zabi |       |       |
|  | Al-Wahda FC           | 3                     | 11 grudnia – Abu Zabi | 11 grudnia – Abu Zabi |                |              | TP Mazembe            | 0                     |           |           |                       |                       |       |       |
|  | Al-Wahda FC           | 3                     | 11 grudnia – Abu Zabi | 11 grudnia – Abu Zabi |                |              | TP Mazembe            | 0                     |           |           |                       |                       |       |       |
|  | Hekari United         | 0                     |                       |                       | Al-Wahda FC    | 1            | 15 grudnia – Abu Zabi | 15 grudnia – Abu Zabi |           |           | Inter Mediolan        | 3                     |       |       |
|  | Hekari United         | 0                     |                       |                       | Al-Wahda FC    | 1            | 15 grudnia – Abu Zabi | 15 grudnia – Abu Zabi |           |           | Inter Mediolan        | 3                     |       |       |
|  |                       |                       |                       |                       | Seongnam       | 4            |                       |                       | Seongnam  | 0         |                       |                       |       |       |
|  |                       |                       |                       |                       | Seongnam       | 4            |                       |                       | Seongnam  | 0         |                       |                       |       |       |
|  |                       |                       |                       |                       | Inter Mediolan | 3            |                       |                       |           |           |                       |                       |       |       |
|  |                       |                       |                       |                       | Inter Mediolan | 3            |                       |                       |           |           |                       |                       |       |       |
|  |                       |                       |                       |                       |                |              |                       |                       |           |           |                       |                       |       |       |
|  |                       |                       |                       |                       |                |              |                       |                       |           |           |                       |                       |       |       |
|  | Mecz o 5. miejsce     | Mecz o 5. miejsce     | Mecz o 3. miejsce     | Mecz o 3. miejsce     |                |              |                       |                       |           |           |                       |                       |       |       |
|  | Mecz o 5. miejsce     | Mecz o 5. miejsce     | Mecz o 3. miejsce     | Mecz o 3. miejsce     |                |              |                       |                       |           |           |                       |                       |       |       |
|  | 15 grudnia – Abu Zabi | 15 grudnia – Abu Zabi | 18 grudnia – Abu Zabi | 18 grudnia – Abu Zabi |                |              |                       |                       |           |           |                       |                       |       |       |
|  | 15 grudnia – Abu Zabi | 15 grudnia – Abu Zabi | 18 grudnia – Abu Zabi | 18 grudnia – Abu Zabi |                |              |                       |                       |           |           |                       |                       |       |       |
|  | CF Pachuca            | 2 (4)                 | SC Internacional      | 4                     |                |              |                       |                       |           |           |                       |                       |       |       |
|  | CF Pachuca            | 2 (4)                 | SC Internacional      | 4                     |                |              |                       |                       |           |           |                       |                       |       |       |
|  | Al-Wahda FC           | 2 (2)                 | Seongnam              | 2                     |                |              |                       |                       |           |           |                       |                       |       |       |
|  | Al-Wahda FC           | 2 (2)                 | Seongnam              | 2                     |                |              |                       |                       |           |           |                       |                       |       |       |

### Kwalifikacje
| 8 grudnia 2010 17:00 CET | PRK Hekari United | 0 – 30-2Raport | Al-Wahda FC · 40' Hugo · 44' Fernando Baiano · 71' Abdulrahim Jumaa | Mohammed Bin Zayed Stadium, Abu Zabi Widzów: 23 895 Sędzia: Daniel Bennett |
|                          |                   |                |                                                                     |                                                                            |

### Ćwierćfinały
| 10 grudnia 2010 17:00 CET | TP Mazembe · Mbenza Bedi 21' | 1 – 01-0Raport | Pachuca | Mohammed Bin Zayed Stadium, Abu Zabi Widzów: 17 960 Sędzia: Yuichi Nishimura |
|                           |                              |                |         |                                                                              |

| 11 grudnia 2010 17:00 CET | Al-Wahda FC · Fernando Baiano 27' | 1 – 41-2Raport | Seongnam Ilhwa Chunma · 4' Mauricio Molina · 30' Saša Ognenovski · 71' Choi Sung-Kuk · 81' Cho Dong-Geon | Sheikh Zayed Stadium, Abu Zabi Widzów: 30 625 Sędzia: Victor Carrillo |
|                           |                                   |                | |                                                                       |

### Półfinały
| 14 grudnia 2010 17:00 CET | TP Mazembe · Mulota Kabangu 53' · Dioko Kaluyituka 85' | 2 – 00-0Raport | SC Internacional | Mohammed Bin Zayed Stadium, Abu Zabi Widzów: 22 131 Sędzia: Björn Kuipers |
|                           |                                                        |                |                  |                                                                           |

| 15 grudnia 2010 18:00 CET | Seongnam Ilhwa Chunma | 0 – 30-2Raport | Inter Mediolan · 3' Dejan Stanković · 32' Javier Zanetti · 73' Diego Milito | Sheikh Zayed Stadium, Abu Zabi Widzów: 35 995 Sędzia: Roberto Moreno |
|                           |                       |                |                                                                             |                                                                      |

### Mecz o 5. miejsce
| 15 grudnia 2010 15:00 CET                               | Al-Wahda FC · Ismail Matar 44' · Mahmoud Khamees 77' | 2 – 2 k. 2-41-0Raport                                                  | Pachuca · 82', 89' Darío Cvitanich | Sheikh Zayed Stadium, Abu Zabi Widzów: 10 908 Sędzia: Daniel Bennett |
|                                                         |                                                      |                                                                        |                                    |                                                                      |
|                                                         |                                                      | Rzuty karne                                                            |                                    |                                                                      |
| Hugo · Basheer Saeed · Abdulrahim Jumaa · Modibi Diarra |                                                      | Darío Cvitanich · Leobardo Lopez · Javier Muñoz Mustafá · Braulio Luna |                                    |                                                                      |

### Mecz o 3. miejsce
| 18 grudnia 2010 15:00 CET | Seongnam Ilhwa Chunma · Mauricio Molina 84', 90+3' | 2 – 40-2Raport | SC Internacional · 15' Tinga · 27', 71' Alecsandro · 52' Andrés D’Alessandro | Sheikh Zayed Stadium, Abu Zabi Widzów: 16 563 Sędzia: Michael Hester |
|                           |                                                    |                |                                                                              |                                                                      |

### Finał
| 18 grudnia 2010 18:00 CET | Inter Mediolan · Goran Pandev 13' · Samuel Eto’o 17' · Jonathan Biabiany 85' | 3 – 02-0Raport | TP Mazembe | Sheikh Zayed Stadium, Abu Zabi Widzów: 42 174 Sędzia: Yuichi Nishimura |
|                           |                                                                              |                |            |                                                                        |

## Strzelcy
3 gole
- Mauricio Molina (Seongnam)

2 gole
- Darío Cvitanich (CF Pachuca)
- Alecsandro (International)
- Fernando Baiano (Al-Wahda)

1 gol
- Saša Ognenovski (Seongnam)
- Andrés D’Alessandro (International)
- Diego Milito (Inter)
- Javier Zanetti (Inter)
- Hugo (Al-Wahda)
- Tinga (International)
- Jonathan Biabiany (Inter)
- Samuel Eto’o (Inter)
- Mbenza Bedi (TP Mazembe)
- Mulota Kabangu (TP Mazembe)
- Dioko Kaluyituka (TP Mazembe)
- Choi Sung-Kuk (Seongnam)
- Cho Dong-Geon (Seongnam)
- Goran Pandev (Inter)
- Dejan Stanković (Inter)
- Mahmoud Al Hammadi (Al-Wahda)
- Abdulrahim Jumaa (Al-Wahda)
- Ismail Matar (Al-Wahda)

## Końcowa kwalifikacja
| Miejsce | Klub                       | Państwo                       | Konfederacja |
| ------- | -------------------------- | ----------------------------- | ------------ |
| 1       | Inter Mediolan             | Włochy                        | UEFA         |
| 2       | TP Mazembe                 | Demokratyczna Republika Konga | CAF          |
| 3       | Internacional Porto Alegre | Brazylia                      | CONMEBOL     |
| 4       | Seongnam Ilhwa Chunma      | Korea Południowa              | AFC          |
| 5       | CF Pachuca                 | Meksyk                        | CONCACAF     |
| 6       | Al-Wahda FC                | Zjednoczone Emiraty Arabskie  | AFC          |
| 7       | PRK Hekari United          | Papua-Nowa Gwinea             | OFC          |

## Nagrody
| Złota piłka                       | Srebrna piłka                     | Brązowa piłka                                        |
| --------------------------------- | --------------------------------- | ---------------------------------------------------- |
| Samuel Eto’o Inter Mediolan (ITA) | Dioko Kaluyituka TP Mazembe (DRK) | Andrés D’Alessandro Internacional Porto Alegre (BRA) |

| Fair play | Inter Mediolan UEFA |